# St Ives (Cambridgeshire)
St Ives – miasto we wschodniej Anglii (Wielka Brytania), w hrabstwie Cambridgeshire, w dystrykcie Huntingdonshire, położone nad rzeką Great Ouse, 24 km na północny zachód od Cambridge. Często zalewane przez powodzie.

## Historia
Miasto znane w średniowieczu z targu, jednego z największych w Anglii. W XVIII i XIX wieku port przeładunkowy dla barek.

## Zabytki
- Most średniowieczny
- kaplica na moście